# Custer megye (Nebraska)
Custer megye az Amerikai Egyesült Államokban, azon belül Nebraska államban található. Megyeszékhelye és legnagyobb városa Broken Bow. Lakosainak száma 10 545 fő (2020. április 1.). Custer megye Valley, Dawson, Loup, Garfield, Sherman, Buffalo, Lincoln, Logan és Blaine megyékkel határos.

## Népesség
A megye népességének változása:
| Lakosok száma | 10 909 | 10 879 | 10 782 | 10 792 | 10 806 | 10 545 |
|               | 2010   | 2011   | 2012   | 2013   | 2015   | 2020   |